# Pyrausta austriacalis
Pyrausta austriacalis là một loài bướm đêm trong họ Crambidae.